# Safiye Ünüvar
Safiye Ünüvar var en osmansk lärare och memoarskrivare.
Safiye Ünüvar var syskonbarn till Ismail Hakki Efendi, som var Senior Imam till sultan Resad och gift med en av sultanens tidigare slavinnor, Gülnisar, som sultanen givit honom i gåva. Hon tog examen vid Women's Teacher's Training College i Istanbul. Hon var guvernant för de osmanska prinsessorna (prins Ziyaeddins döttrar), och två av de minsta prinsarna under skolåldern 1915–1924. Hon var en pionjär i sin ställning som examensutbildad kvinnlig privatlärare i haremet, och var också bosatt i haremet istället för att besöka det för att ge lektioner. Tidigare hade prinsarna undervisats av manliga privatlärare från selamlik och prinsessorna från kalf-slavinnor.

## Memoarer
Safiye Ünüvar utgav sina memoarer 1964. Hennes memoarer är de enda kända memoarerna skrivna av en anställd i det osmanska haremet. Hon är tillsammans med Filizten Hanım och Ayşe Sultan en av de tre kvinnor som efterlämnat memoarer som beskrivit det kejserliga osmanska haremet inifrån, och som blivit föremål för boken The Concubine, the Princess, and the Teacher: Voices from the Ottoman Harem av Brookes, Douglas Scott (2010).